# Van Tilburg Collection
La Colección Van Tilburg es una colección de arte en la Universidad de Pretoria que comprende muebles de los siglos XVII y XVIII, pinturas, cerámica Delft y otras obras de arte, e incluye la mayor colección sudafricana de objetos de cerámica china. La colección de cerámica oriental consta de 1699 piezas de loza, gres y porcelana que datan desde aproximadamente el 2000 a. C. hasta principios del siglo XX.

JA Van Tilburg legó su colección de cerámica oriental y europea, muebles, pinturas, obras gráficas, alfombras y objetos de metal a la Universidad de Pretoria el 19 de noviembre de 1976. Esta colección incluye cerámica china que data del 2000 a. C., muebles que datan del 1100 d. C., varias pinturas europeas y jarrones de la colección personal del Emperador Kangxi.

## Colección
En esta colección se pueden ver ejemplos de cerámica china de las dinastías Qin (221-206 a. C.), Han (202 a. C. - 220 d. C.), Tang (618-906 d. C.), Song (960-1279 d. C.), Ming (1368-1644 d. C.) y Qing (1644-1912 d. C.). También hay ejemplos de porcelana japonesa Arita e Imari y cerámica Annam (vietnamita), así como 63 ejemplos de loza temprana de Delft. Incluye platos, juegos de garnituras y macetas. Además, hay tres paneles con 50 azulejos de Delft del siglo XVII.
Entre las piezas más antiguas de la colección de cerámica Tang funeraria se encuentra una ánfora beige con asas de dragón, una figura típica de Ch'I-t'ou en policromía con cabeza de animal y una botella de peregrino 'tricolor' (verde/marrón/amarillo) con cabeza de fénix. También hay guardianes de tumbas Tang lokapala de Fang-Hsiang de pie sobre un toro reclinado. Estos guardianes están hechos en parte en forma humana y en parte en forma animal, y mantenían alejados a los espíritus malignos de las tumbas de los difuntos. Una de las cerámicas Tang es una olla temprana de color marrón oscuro, que originalmente fue entregada a un monasterio taoísta por el Emperador Taizong de la dinastía Tang para conmemorar su victoria sobre los turcos orientales en el año 630 d. C.
La Colección Van Tilburg contiene una colección representativa de cerámica de la dinastía Song: muchas Celadones, algunos Ding, nueve Cizhou y algunas cerámicas Junyao. Los Celadones se caracterizan por el vidriado verde semitransparente, que varía en color desde un gris-verde pálido hasta un verde oliva profundo. Las cerámicas Junyao son inconfundibles por sus colores azul, morado y carmesí. Hay siete objetos Junyao en la colección.
Esta colección contiene 550 piezas de porcelana Ming, de las cuales 323 son de azul y blanco bajo el vidriado. Hay 40 grandes platos Ming Swatow y muchos objetos más pequeños como cuencos, frascos, platos y tazas. Ejemplos de las dinastías Chenghua (1465-1487), Hongzhi (1488-1505), Zhengde (1506-1521), Jiajing (1522-1566) y Wanli (1573-1619) se encuentran en la colección.
Las piezas destacadas de los emperadores Kangxi (1662-1722) y Emperador Qianlong (1736-1795) son los grandes platos de porcelana azul y blanca, las ollas de bajo vidriado rojo y el soporte de rituales de porcelana azul y blanca con dos jarrones laterales. También hay numerosos platos Kangxi 'Famille verte' y platos Qianlong 'Famille rose' en la colección. La colección contiene un par de jarrones 'Famille noire' que pertenecieron al Emperador Kangxi.
También hay varias piezas de Japón Imperial en la colección, entre ellas un gendi Arita azul y blanco con molduras de oro árabe, un plato Arita azul y blanco de principios del siglo XIX decorado con un bodegón floral y granadas, un gran jarrón Arita azul y blanco decorado con sacerdotes y flores, y muchas piezas poli cromadas de cerámica japonesa, como varios juegos de té Imari y platos y un plato Kakiemon de alrededor de 1650 decorado con ocho paneles y un paisaje.
La Colección Van Tilburg tiene muchas ollas, cuencos, platos y platos grandes Swatow que representan todos los diferentes estilos de decoración.
Ha habido especulacionesde que la colección de Van Tilburg podría haber sido saqueada de familias judías durante la Segunda Guerra Mundial. Hubo mucha publicidad negativa en torno a la donación a la universidad y un caso judicial en los Países Bajos durante la década de 1970.